# Voivodino, Varna
Voivodino (în bulgară Войводино) este un sat în comuna Vălci Dol, regiunea Varna,  Bulgaria. 

## Demografie
Componența etnică a satului Voivodino
     Turci (42,29%)
     Bulgari (32,8%)
     Nicio identificare (24,9%)
     Altele (0%)
La recensământul din 2011, populația satului Voivodino era de 253 locuitori. Nu există o etnie majoritară, locuitorii fiind turci (42,29%) și bulgari (32,8%). Pentru 24,9% din locuitori nu este cunoscută apartenența etnică.